# قهوه‌ای‌بالان
قهوه‌ای‌بالان یا پروانه‌های بال‌قهوه‌ای زیرخانوادهای هستند که در تیره فرچه‌پایان قرار دارند. تقریباً" نیمی از تیره فرچه‌پایان در این زیرخانواده قرار دارند. بر پایه تخمین بالغ بر ۲۴۰۰ گونه در این زیرخانواده قرار دارند.